# Porto do Carapacho

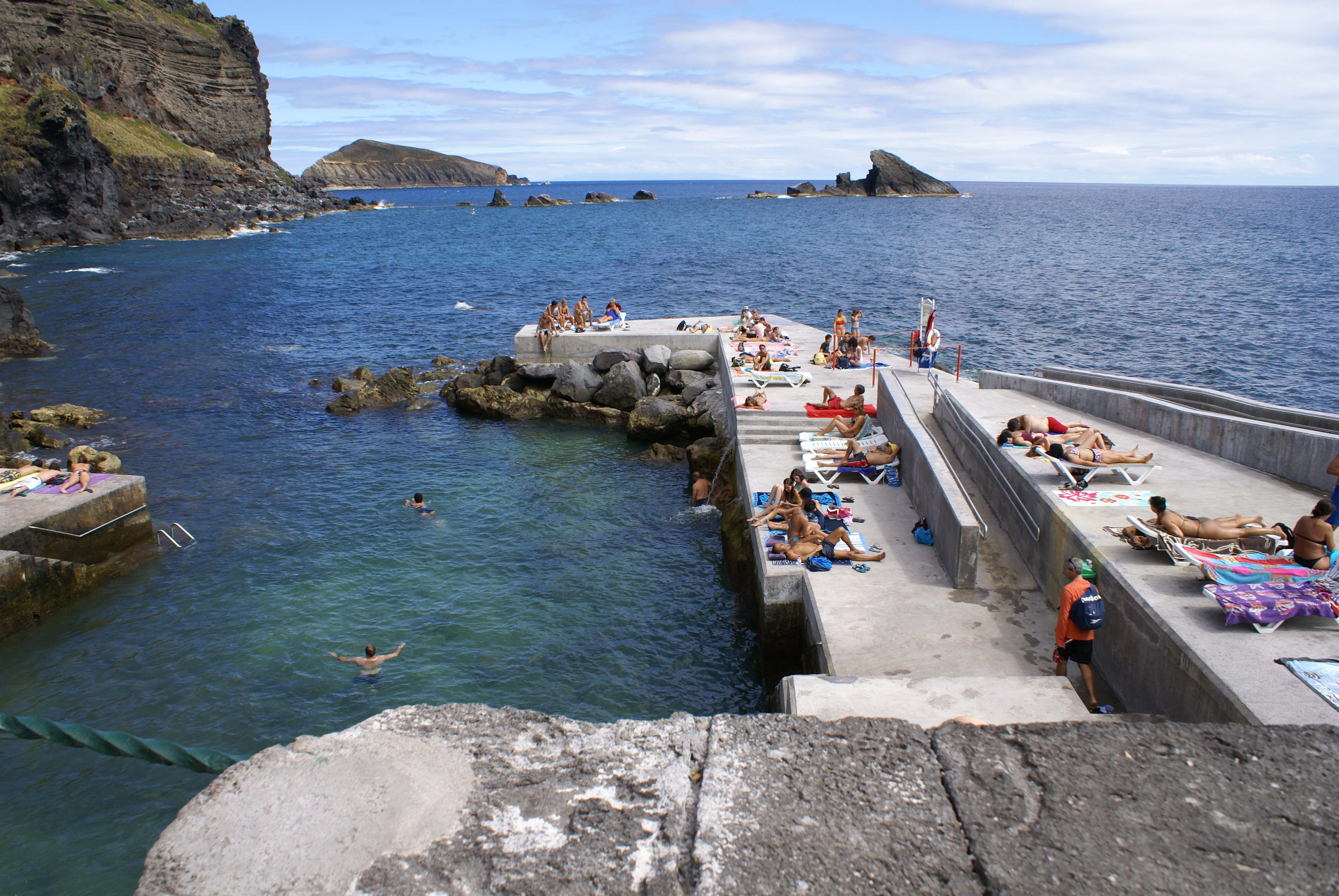
Porto do Carapacho, ilha Graciosa.

O porto do Carapacho localiza-se na freguesia da Luz, concelho de Santa Cruz da Graciosa, na ilha Graciosa, nos Açores.
Constitui-se numa instalação portuária de pequenas dimensões, que permite o acesso por mar à localidade do Carapacho, com algum uso na pesca.
Dado encontrar-se fronteiro às Termas do Carapacho, recebe a água quente excedentária das mesmas, o que o torna bastante procurado pela população como zona balnear.